# 日田権一
日田 権一（ひた ごんいち、1877年（明治10年）12月27日 - 1966年（昭和41年）12月25日）は、日本の教育者、文部官僚。

## 経歴
山口県厚狭郡厚南村（現在の宇部市）にて士族の日田熊之進の長男として生まれる。1906年（明治39年）、東京高等師範学校英語科を卒業した。京都府師範学校教諭・附属小学校主事、東京府女子師範学校教諭を務めた。1920年（大正9年）、東京高等師範学校修身教育専攻科を修了。その後、東京高等師範学校教授・附属小学校主事を務め、1928年（昭和3年）にアメリカ合衆国に留学した。1934年（昭和9年）より文部事務官・督学官となり、宗教局・教育調査部勤務、教育調査審議課長を歴任した。1938年（昭和13年）から奈良女子高等師範学校校長を務めた。

## 著作
著書

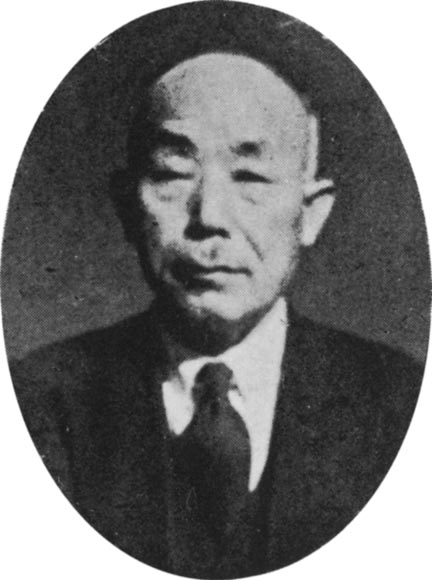
日田権一

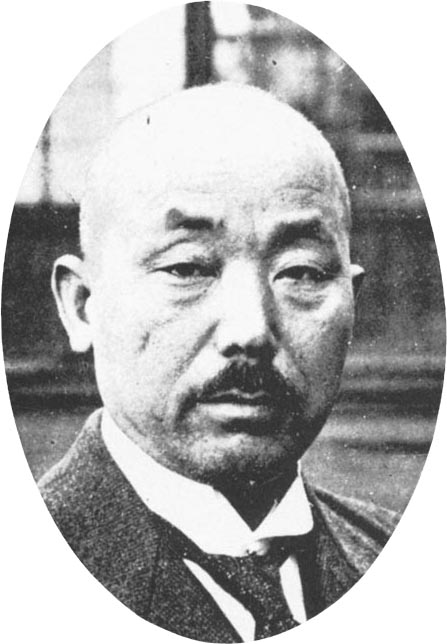
日田権一

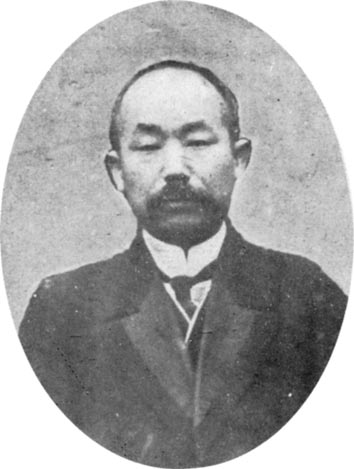
日田権一

- 『統合 教育教科書 教育学』 島田民治ほか共著、松邑三松堂、1914年10月
- 『統合 教育教科書 心理学』 島田民治ほか共著、松邑三松堂、1914年10月
- 『統合 教育教科書 論理学』 島田民治ほか共著、松邑三松堂、1914年10月
- 『統合 教育教科書 各科教授法』 島田民治ほか共著、松邑三松堂、1914年10月
- 『統合 教育教科書 学校管理法』 島田民治ほか共著、松邑三松堂、1914年10月
- 『統合 教育教科書 近世教育史』 島田民治ほか共著、松邑三松堂、1914年10月
- 『女学校用 新教育学』 北沢種一共著、松邑三松堂、1915年10月
- 『最近教育思潮批判』 京畿道教育会、1927年
- 『人格観的教育思潮の進展』 昭和出版社、1928年7月
- 『最近欧米教育の趨勢』 兵庫県教育会、1931年４月
- 『現代教育思潮と農業教育』 成美堂書店〈農業教育パンフレツト〉、1934年11月
- 『学校教育の実際と学校選択の問題』 山本猛共著、叢文閣〈児童教育講座〉、1936年1月
- 『休暇と学生』 社会教育協会〈社会教育パンフレット〉、1936年7月

訳書
- 『児童研究の原理』 カーク・パトリック原著、目黒書店、1910年7月
- 『教育的発生心理学』 イー・エー・カークパトリツク原著、和田乙治共訳、松邑三松堂、1920年10月

## 関連文献
- 山口大学図書館教育学部分館編 『山口大学教育学部日田文庫目録』 山口大学附属図書館教育学部分館、1962年11月）
- 衞藤吉則 「日田権一の文化教育学」（『産業文化研究所所報』第12号、下関市立大学附属産業文化研究所、2002年12月、NAID 40005612877）
  - 「日田権一の文化教育学(2)」（『下関市立大学論集』第46巻第3号、2003年1月、NAID 40005763600）

| 公職               | 公職                                                       | 公職               |
| ------------------ | ---------------------------------------------------------- | ------------------ |
| 先代 主事 真田幸憲 | 奈良女子高等師範学校附属高等女学校主事事務取扱 1943年      | 次代 主事 近池義隆 |
| 先代 主事 森川正雄 | 奈良女子高等師範学校附属幼稚園主事事務取扱 1939年 - 1941年 | 次代 主事 小川正通 |
| 先代 佐々木秀一    | 東京高等師範学校附属小学校主事 1924年 - 1927年             | 次代 佐々木秀一    |